# Ернст (курфюрст Саксонії)
Ернст I (нім. Ernst, 24 березня 1441— 26 серпня 1486) — 8-й курфюрст Саксонії в 1464—1486 роках, 19-й ландграф Тюрингії в 1482—1486 роках. Засновник Ернестинської гілки Веттінів.

## Життєпис
Походив з династії Веттінів. Другий син Фрідріха II, курфюрста Саксонії, та Маргарити Габсбург. Народився 1441 року в Майсені. У 1451 році після смерті старшого брата Фрідріха став спадкоємцем трону. У 1455 році разом з братом Альбрехтом його було викрадено Кунцем фон Кауфунгеном з замку Альтенбург. Втім невдовзі був визволений. 1460 року одружився з Єлизаветою з династії Віттельсбахів.
У 1464 році після смерті батька успадкував титул курфюрства, проте усіма володіннями розпоряджався спільно з братом Альбрехтом. Спрямував усі зусилля на збільшення родинних володінь. При цьому маневрував між Ягеллонами і Габсбургами. 1466 року придбав Фогтланд. Водночас курфюрст Ернст сприяв розвитку міст, особливо Лейпцигу, Віттенбергу, Дрездену й Майсену. Відновив владу над імперським містом Ерфурт.
1472 року викупив у Яна II П'яста Жаганське князівство (Сілезія). У 1476 році домігся обрання сина Ернста архієпископом Магдебургу, незважаючи, що тому виповнилося лише 12 років. Завдяки цьому зумів посилити свій вплив в архієпископстві. В 1477 році разом з братом підтримав сестру Гедвігу, княгиню-аббатису Кведлінбургу, змусивши містян знову визнати її владу. Водночас в Кведлінбурзі було розміщено саксонську залогу. Того ж року було приєднано володіння Бєркоу, Сторкоу, Сорау, що спричинило конфлікт з Бранденбургом.
В 1480 році відвідав Рим, де зумів домогтися від папи римського Сікста IV визнання сина Альбрехта майнцьким коад'ютером. У 1482 році після смерті стрийка Вільгельма II, ландграфа Тюрингії, разом з братом успадкував володіння останнього. Того ж року домігся обрання сина Альбрехта архієпископом Майнцьким, що сприяло загальному посиленню Веттінів в Німеччині.
У 1485 році на вимогу Альбрехта вимушений був погодитися на поділ володінь, що відбувся у Лейпцигу. В результаті Ернст отримав Саксен-Віттенберзьке герцогство, половину Саксонського пфальцграфства, Фогтланд, франконськіволодіння навколо Кобургу, південну частину Плайсенланду і Остерланду (біля Альтенбургу), бургграфство Магдебург, фогтства в єпископаті Наумбургу і графства Ройс, Глайхен і Кірхберг (в Тюрингії). При цьому Ернст зберіг титул курфюрства Саксонського і ландграфа Тюринзького. Також брати продовжили спільне карбування монети.
У 1486 році в Кольдіці невдало впав з коня й невдовзі помер. Йому спадкував син Фрідріх III.

## Родина
Дружина — Єлизавета, донька Альбрехта III Віттельсбаха, герцога Баварсько-Мюнхенського
Діти:
- Христина (1461—1521) — дружина Ганса I, короля Данії
- Фрідріх (1463—1525) — 9-й курфюрст Саксонії
- Альбрехт (1464—1484) —  архієпископ Майнцький
- Ернст (1466—1513) —  архієпископ Магдебурзький і адміністратор Гальберштадту
- Йоганн (1468—1532) — 10-й курфюрст Саксонії
- Вольфганг (1473—1478)
- Маргарита (1470—1528) — дружина Генріх Вельфа, герцога Брауншвейг-Люнебурзького